# Die Gäste des Herrn Birowski
Die Gäste des Herrn Birowski ist ein Hörspiel von Günter Eich, das in den Jahren 1952 und 1960 jeweils  unter der Regie von Gustav Burmester produziert wurde. Die Zweitfassung nannte der Verfasser „Meine sieben jungen Freunde“. In einem Heim warten drei alleingelassene alte Fürsorge-Empfänger auf den Tod. Der kommt zunächst zu dem pensionierten Schriftsetzer Birowski, einem Spiritus-Trinker. Zwar sind Besuche und Besucher vermutlich nur eingebildet, doch Günter Eich prangert „die Vereinzelung dieser alten Menschen“ an.

## Inszenierung 1952
Ursendung am 28. Oktober 1952 vom NWDR.

### Fabel
Die Gäste des Herrn Ludwig Birowski sind der heruntergekommene Dichter Leonard, die bucklige Sängerin Cäcilia, der törichte Spediteur Emil mit seinem Wallach Suleika, die kleptomanische Waschmittelvertreterin Erdmuthe und die Tellerwäscherin Agnes. Birowski, der Insasse eines Altersheims außerhalb der Stadt, beschreibt seine Besucher als fröhliche junge  Leute – außer Agnes. Die Tellerwäscherin saß im Gefängnis, weil sie ihr Kind erstickt hatte.
Als Birowski seine Gäste nach ihrem Besuchsgrund befragt, weiß Leonard Antwort: Der Gastgeber habe eine angenehme Eigenschaft. Er frage nicht nach dem Wert eines Besuchers. Leonard hatte Birowski aufgesucht, weil er für eine Zeitung einen Artikel über Sozialrentner verfassen sollte. Zu dem Machwerk kommt es nie. Leonard, so meint Birowski, habe auch Paula und Theresa – das sind die anderen beiden Bewohnerinnen des Altersheimes – interviewt. Die beiden alten Damen streiten den Besuch des Journalisten vehement ab.
Paula, ehemals Krankenschwester und nun im Alter nutzlos, fürchtet, draußen trachteten junge Leute ihr andauernd nach dem Leben. Birowski springt ein. Er bringt ihr aus der Stadt ein Brot mit. Als er es kauft, stiehlt Erdmuthe hinter dem Rücken der Bäckersfrau eine Schachtel Pralinen. Birowski lässt sich von Erdmuthe zum Hehler machen. Er darf dafür eine Runde Konfekt im Altersheim ausgeben. Den Rest Süßigkeiten holt sich die Diebin dort ab. Erdmuthe hat sich mit Leonard in Birowskis Zimmer verabredet. Birowski staunt.
Angesichts des nahenden Todes gelangt Birowski leicht zu neuen Erfahrungen, die Wunder der frühsommerlichen Natur betreffend. Auf einem seiner diesbezüglichen nächtlichen Streifzüge zieht er Cäcilia aus dem Fluss. Wie es der Zufall will – Emil mit Suleika samt Gespann kommen vorbei. Die beinahe ertrunkene Sängerin wird in Birowskis Zimmer expediert. Cäcilia hat ihres Buckels wegen den Job in einem Tango-Orchester verloren.
Spediteur Emil befördert auch Särge. Als Herr Birowski gestorben ist, naht Emil mit Suleika, Wagen und leerem Sarg. Erdmuthe erscheint und fragt die alten Damen, ob ihr Besuch genehm sei. Therese heißt sie willkommen.

### Form
Das Stück ist zwar simpel gebaut, hat es aber in sich. Da bleibt zum Beispiel die Frage in der Schwebe: Wurde Birowski wirklich in seinem Zimmer des Altersheimes von jungen Leuten besucht? Therese und Paula möchte das gerne entscheiden. Ein Blick durchs Schlüsselloch belehrt sie: Der alte Mann sitzt vor der Spiritusflasche und dem Schnapsglas allein am Tisch. Aber woher kommen die Stimmen, wenn nicht aus dem Zimmer?

### Zitat
- Leonard rechtfertigt sich: „Der wahre Schriftsteller ist der, der nichts schreibt.“[5]

### Weitere Einzelheiten
Für die NWDR-Inszenierung schrieb Siegfried Franz die Musik. Eduard Marks sprach den Herrn Birowski, Günther Dockerill den Leonard, Hans Irle den Emil, Eva Pflug die Erdmuthe, Evelyn Schradiek die Cäcilia, Charlotte Joeres die Agnes, Martina Otto die Paula und Annemarie Marks die Therese.

## Inszenierung 1960: „Meine sieben jungen Freunde“
Ursendung am 9. November 1960 vom NDR und dem BR.

### Einige Neuigkeiten gegenüber der Erstfassung
Die sieben jungen Freunde des Herrn Birowski sind – aus der Erstfassung – Leonard, Cäcilia, Erdmuthe und Agnes. Aber der Spediteur heißt nun Karl (Erstfassung: Emil) und sein Wallach Marius (Erstfassung: Suleika). Als siebter Freund ist Jaroslaw hinzugekommen. Letzterer, ein außertellurischer Philologe, hat Grammatik und Wörterbuch einer Sprache verfasst, die dem Vernehmen nach auf der Venus gesprochen werden wird. Der 76-jährige Birowski hatte Englisch lernen wollen, war aber von Jaroslaw zu einem Hesperidisch-Kurs überredet worden. Die Sprecher des Hesperidischen – einer Art Zukunftsmusik – würden aber frühestens während der Besiedelung der Venus gefragt sein. Diese Sprache ist dem Anschein nach einfach gebaut. Sie besteht aus einem einzigen Wort: Mang. Allerdings hat es die Betonung dieses Wortschatzes in sich. Jaroslaw will Beamter werden. Der Posten des Aufsehers der städtischen Zuchthausbäckerei würde in Bälde vakant werden. Leonard, der Schriftsteller mit Schreibhemmung, hält sich mit dem Waschen von Häuserfassaden über Wasser. Bei Cäcilia geht es langsam aufwärts. Um diese Vorsängerin in der Gnadenkapelle bemüht sich ein Kabarett. Erdmuthe hat sich auf Diebstähle von Sachen spezialisiert, die sie nicht benötigt und beträchtliche Mengen Diebesgutes gehortet. Ihr Hehler Leonard sondiert dessen Lagerung im Keller des Altersheimes. Agnes ist eine studierte Frau. Die Apothekerin hat vier Semester Arzneimittelkunde hinter sich.
Therese trauert der verlorenen Jugend nach. Es geht um die verpassten Beziehungen zu Männern. Zusammen mit Paula will sie den Vorgängen in Birowskis Zimmer auf den Grund gehen. Was für „zweifelhafte Personen“ geben sich dort die Klinke in die Hand?
Nachdem der Sarg mit dem verstorbenen Birowski von Karls Wallach Marius abtransportiert wurde, wenden sich die sieben jungen Freunde den beiden alten Damen zu. In der Zweitfassung heißt nicht nur Therese, sondern auch Paula die Besucher willkommen.

### Zitat
- „Im Krieg ist niemand arbeitslos.“[9]

### Weitere Einzelheiten
Die Musik schrieb Johannes Aschenbrenner. Bruno Hübner sprach den Herrn Birowski, Gerd Martienzen den Leonard, Siegfried Lowitz den Karl, Hannelore Schroth die Erdmuthe, Edda Seippel die Cäcilia, Renate Danz die Agnes, Annemarie Schradiek die Paula und Elisabeth Flickenschildt die Therese.
Einige Titel der bei Wagner notierten Besprechungen des Stücks: „Deprimierendes Bild des Alters“ („Westfälische Zeitung“ vom 11. November 1960), „Verzweiflung als Botschaft des Dichters?“ („Evangelischen Pressedienst/Kirche und Rundfunk“ vom 14. November 1960), „Zerschlissene Gesellschaft“ („Funkkorrespondenz“ vom 16. November 1960), „Spiel vom Sterben“ („Echo der Zeit“, Recklinghausen vom 20. November 1960), „Ein fast absurdes Hörspiel“ (Deutsche Zeitung vom 21. Dezember 1960), „Gestalten der Einbildung“ („Donaukurier“ vom 23. Dezember 1960) und „Von der Einsamkeit verlöschenden Lebens“ („Sächsische Zeitung“ vom 27. Juni 1995).

## Rezeption
- Schwitzke[12] gibt den Inhalt der Zweitfassung an.
- Auf die albernen Fakten käme es in dem poesievollen Spiel überhaupt nicht an.[13] Die Besucher brächten Birowski eine Botschaft, hätten diese aber vergessen. In einem „Zustand stiller, schwebender Heiterkeit“ erwarte Birowski – ein Armer, Leidtragender, Friedfertiger[14] – in seinem Zimmer, einem Ort, „auf dem eine karge, genügsame Freude blüht“, den Tod.[15]
- Das Stück handele lediglich vom Warten auf den Tod.[16] Jaroslaws irrsinnige Mang-Sprache mit ihrer „Flucht aus der Semantik“ und Leonards skurriles Schweigen als kauziger Schreiberling widerspiegelten Befindlichkeiten des Lyrikers Günter Eich.[17]
- Alber[18] belegt Günter Eichs Pessimismus in Glaubensdingen mit Stellen aus der Zweitfassung.
- Zu der bitteren Gesellschaftssatire der Zweitfassung: Aus dem Schriftwechsel mit Heinz Schwitzke, um 1960 Leiter der Hörspielabteilung des NDR, geht hervor, Günter Eich ist im Wesentlichen auf Änderungswünsche nicht eingegangen. Schwitzke hatte um die Bearbeitung schwerverständlicher Passagen gebeten: Zum Beispiel könne der Hörer nicht begreifen, weshalb Agnes ihr Kind umgebracht hat.[19] Oder Schwitzke zweifelt vorsichtig an, ob manches psychologisch fundiert sei – zum Beispiels Jarolaws Mang-Sprache. Günter Eich wehrt sich in seinem Antwortschreiben. Er will nicht eindeutig sein.[20]

### Ausgaben
- Günter Eich: In anderen Sprachen. Vier Hörspiele: Meine sieben jungen Freunde. Die Stunde des Huflattichs. Blick auf Venedig. Man bittet zu läuten. Suhrkamp (Bibliothek Suhrkamp), Frankfurt am Main 1964. 223 Seiten
- Günter Eich: Fünfzehn Hörspiele. (Geh nicht nach El Kuwehd. Träume. Sabeth. Die Andere und ich. Blick auf Venedig. Der Tiger Jussuf. Meine sieben jungen Freunde. Die Mädchen aus Viterbo. Das Jahr Lazertis. Zinngeschrei. Die Stunde des Huflattichs. Die Brandung vor Setúbal. Allah hat hundert Namen. Festianus, Märtyrer. Man bittet zu läuten) Suhrkamp, Frankfurt am Main 1966 (Reihe: Die Bücher der Neunzehn, Bd. 136), 598 Seiten

### Verwendete Ausgaben
- Günter Eich: Die Gäste des Herrn Birowski (1952). S. 709–736 in: Karl Karst (Hrsg.): Günter Eich. Die Hörspiele 1. in: Gesammelte Werke in vier Bänden. Revidierte Ausgabe. Band II. Suhrkamp, Frankfurt am Main 1991, ohne ISBN
- Günter Eich: Meine sieben jungen Freunde (1960). S. 665–697 in: Karl Karst (Hrsg.): Günter Eich. Die Hörspiele 2. in: Gesammelte Werke in vier Bänden. Revidierte Ausgabe. Band III. Suhrkamp, Frankfurt am Main 1991, ohne ISBN

### Sekundärliteratur
- Heinz Schwitzke (Hrsg.): Reclams Hörspielführer. Unter Mitarbeit von Franz Hiesel, Werner Klippert, Jürgen Tomm. Reclam, Stuttgart 1969, ohne ISBN, 671 Seiten
- Heinz Piontek: Anruf und Verzauberung. Das Hörspielwerk Günter Eichs. (1955) S. 112–122 in Susanne Müller-Hanpft (Hrsg.): Über Günter Eich. Suhrkamp, Frankfurt am Main 1970 (edition suhrkamp 402), 158 Seiten, ohne ISBN
- Michael Oppermann: Innere und äußere Wirklichkeit im Hörspielwerk Günter Eichs. Diss. Universität Hamburg 1989, Verlag Reinhard Fischer, München 1990, ISBN 3-88927-070-0
- Sabine Alber: Der Ort im freien Fall. Günter Eichs Maulwürfe im Kontext des Gesamtwerkes. Diss. Technische Universität Berlin 1992. Verlag Peter Lang, Frankfurt am Main 1992 (Europäische Hochschulschriften. Reihe I, Deutsche Sprache und Literatur, Bd. 1329), ISBN 3-631-45070-2
- Hans-Ulrich Wagner: Günter Eich und der Rundfunk. Essay und Dokumentation. Verlag für Berlin-Brandenburg, Potsdam 1999, ISBN 3-932981-46-4 (Veröffentlichungen des Deutschen Rundfunkarchivs; Bd. 27)